# Хойский, Искендер-хан
Искендер-хан Хойский (Искендер Хан-Хойский, азерб. İskəndər xan Xoyski; 25 мая 1820, Елизаветполь, Российская империя — 16 июля 1894, Елизаветполь, Российская империя) — российский военный деятель, генерал-лейтенант, сын генерал-майора Келбали-хана Хойского, отец политика Фатали-хана Хойского.

## Биография
Искендер-хан родился в курдской семье, чей род Хойские шел от курдского племени думбули, а точнее от родоначальника рода Джафара Кули-хан Хойского (Дунбули), у Келбалы-хана Хойского и Сары-бейим. Получил хорошее домашнее образование. С 19 ноября 1841 года служил начальником магала в Закавказском конно-мусульманском полку. С 7 августа 1842 года являлся офицером царской армии. 22 октября 1847 года был переведён в корнеты Лейб-гвардии Кавказско-Горского полуэскадрона. 6 декабря 1852 года произведён в штабс-ротмистры, а 15 апреля 1854 года в ротмистры. По армейской кавалерии, состоял при войсках Кавказского военного округа.
С 15 мая 1883 года — генерал-майор (жалование — 1524 рубля). 
В 1887 году удостоен Знака отличия беспорочной службы в офицерских чинах (XL). 
С 16 декабря 1889 года — генерал-лейтенант.

## Семья
В первом браке Искендер-хан Хойский был женат на Саадат-бейим, дочери Исмаил-хана Хойского, во втором на Шахрибану-ханым, дочери нухинского муллы Гаджи Зейнала Шекили. От первого брака у него был сын Джахангир-хан и дочь Салтанат-бейим, от второго брака сыновья Гусейн Кули-хан, Фатали-хан, Аббас Кули-хан, Рустам-хан и дочь Тубу-бейим.

## Награды
- Орден Святой Анны 3 степени с бантом (23 февраля 1849)
- Орден Святого Станислава 2 степени с мечами (4 июля 1859)
- Орден Святого Владимира 4 степени с бантом (27 сентября 1871)
- Орден Святой Анны 2 степени (16 ноября 1871)
- Знак отличия беспорочной службы XL (1887)